# Карп Ігор Миколайович
Ігор Миколайович Карп (нар. 23 червня 1932, Київ — пом. 29 квітня 2021) — український науковець, фахівець у галузі промислової теплотехніки і металургії. Академік НАН України (1992), доктор технічних наук (1980), професор (1987). Заслужений діяч науки і техніки України (1993).

## Життєпис
В 1954 році закінчив Київський політехнічний інститут. Відтоді працює в Інституті газу НАНУ (Київ): 1972–76 — заступник директора з наукової роботи, від 1980 — завідувач відділу процесів горіння, від 1986 — директор, від 2003 — почесний директор. 
25 листопада 1992 року обраний дійсним членом НАН України за спеціальністю енергетика.
Наукові дослідження: комплексне енерготехнологічне використання палива, створення енерго- та ресурсоощадних технологій на основі ефективного використання природного газу, а також нетрадиційних і альтернативних енергоносіїв. Під його керівництвом розроблено нові методи генерування низькотемпературної плазми продуктів згоряння вуглеводневих газів; технологію використання природного газу в суміші з низькооктановими рідкими вуглеводнями як моторні палива; стратегію освоєння ресурсів шахтового газу вугільних родовищ України.
Головний редактор журналу «Энерготехнологии и ресурсосбережение» (від 1992).
Пропагує заперечення глобального потепління.

## Нагороди
- Державна премія України в галузі науки і техніки (1995) (за цикл наукових праць «Теоретичні основи і технології виробництва та використання на транспорті альтернативних моторних палив на базі мінеральних ресурсів України»).
- Орден «За заслуги» 3-го (1998) та 2-го (2008) ступ.

## Праці
- Плазменное газовоздушное напыление. К., 1993; Метан угольных пластов Украины (факты и перспективы) // ЭР. 1994. № 1; (рос.)
- Проблемы энергосбережения на Украине // ЭР. 1995. № 6; (рос.)
- Использование генераторного газа в коммунальной теплоэнегретике // ЭР. 2009. № 2; (рос.)